# 農山漁村文化協会
一般社団法人農山漁村文化協会（のうさんぎょそんぶんかきょうかい）は、日本の出版社。略称は農文協。1940年3月25日創立。公益法人制度改革により、2013年4月1日より一般社団法人に移行。初代会長は有馬頼寧伯爵。現在、農業・健康・教育などの分野の書籍・雑誌・DVDを出版する。元農林水産省所管。

## 主な出版物

### 雑誌
- 現代農業（月刊）、別冊現代農業
- 季刊地域（増刊現代農業を改題）
- うかたま（季刊）
- 伝え継ぐ　日本の家庭料理（別冊うかたま、企画・編集：日本調理科学会）
- 住む。（季刊、発行：泰文館）
- vesta（季刊、発行：味の素食の文化センター）
- 村落社会研究ジャーナル（企画編集：日本村落研究学会）
- 年報　村落社会研究（企画編集：日本村落研究学会）

#### かつて発行していた雑誌
- のらのら（季刊・食農教育を改題・2017年休刊）
- 保健室（隔月刊・2015年10月号まで・以降本の泉社より発行）
- 初等理科教育（月刊2014年3月号まで・以降電子化）
- 技術教室（2012年休刊）
- 農村文化運動（2010年休刊）
- 21世紀の日本を考える（2009年休刊）
- 食育活動（2010年休刊）
- 生物科学（季刊2018年休刊）

### 全集
- 明治大正農政経済名著集（全24巻、1975年-1977年）
- 昭和前期農政経済名著集（全22巻、1978年-1981年）
- 日本農書全集（全72巻、1977年-1999年）
- 昭和後期農業問題論集（全24巻、1982年-1986年）
- 明治農書全集（全13巻、1983年-1986年）
- 安藤昌益全集（全21巻、別巻1、増補篇3巻、1982年-1987年） - 毎日出版文化賞・物集索引賞受賞。
- 日本の食生活全集（全50巻、1984年-1993年）
- 食糧・農業問題全集（全22巻、1986年-1991年）
- 丸山博著作集（全3巻、1989年-1999年）
- 全集 世界の食料 世界の農村（全27巻、1993年-1999年）
- 昭和農業技術発達史（全7巻、1993年-1998年）
- 講座 食の文化（全7巻、1998年-1999年）
- 世界の食文化（全21巻、2003年-2008年）
- 中国文化百華（全18巻、2003年-2008年）
- 百の知恵双書（全20巻、2003年-2009年）
- 写真ものがたり 昭和のくらし（全10巻、2004年-2007年）
- 大絵馬ものがたり（全5巻、2009年－2010年）
- 三澤勝衛著作集　（全4巻、2008年－2009年）
- 地域の再生（全21巻、2009年－2014年）
- 宮本常一とあるいた昭和の日本（全25巻、2010年－2012年）
- 宮本講演選集（全8巻、2013年－2014年）
- 内山節著作集（全15巻、2014年－2015年）
- シリーズ田園回帰（全8巻、2015年－2017年）

その他。

### 絵本
- みなみ信州農業協同組合・熊谷元一『ふるさとを見直す絵本』（全10巻）
- 『かこさとしのたべもの絵本』（全10巻）
- 『かこさとしの食べごと大発見』（全10巻）
- 『かこさとしの自然のしくみ　地球のちから』（全10巻）
- 『そだててあそぼう』シリーズ（既巻105巻、2004年学校図書館出版賞・特別賞受賞）
- 『つくってあそぼう』シリーズ（既刊40巻）
- 『絵本　世界の食事』（既刊25巻）
- 写真絵本『いのちつぐみとりびと』（既刊8巻：第1巻『恋ちゃんはじめての看取り』第22回けんぶち絵本の里大賞大賞）
- 『農家になろう』（全5巻：平成25年度 児童福祉文化賞出版物部門受賞）
- 『うちは精肉店』（第61回産経児童出版文化賞JR賞・第23回 けんぶち絵本の里大賞びばからす賞・平成25年厚生労働省社会保障審議会特別推薦児童福祉文化財）
- 『まるごと発見！校庭の木・野山の木』シリーズ（既刊８巻・平成30年度版 児童福祉文化財特別推薦）
- 『それでも「ふるさと」』（第66回　産経児童出版文化賞大賞受賞(全3巻での受賞)）
- 『イチからつくる』シリーズ（既刊9巻）
- 『まるごと探究！　世界の作物』シリーズ（既刊4巻）
- 『菌の絵本』シリーズ（既刊6巻）

### 加除式書籍
- 地域資源活用 食品加工総覧（全12巻）
- 農業総覧　原色病害虫診断防除編（全9巻11分冊）
- 農業総覧　花卉病害虫診断防除編（全７巻）
- 農業総覧　病害虫防除資材編（全11巻）
- 農業技術大系

　野菜編（全12巻13分冊）
　畜産編（全8巻9分冊）
　土壌施肥編（全8巻11分冊）
　果樹編（全8巻9分冊）
　作物編（全8巻9分冊)
　花卉編（全12巻） 

### 単行本
- 川嶋康男『大きな手 大きな愛』（第56回産経児童出版文化賞JR賞受賞，2009年）
- 奥村彪生『日本めん食文化一三〇〇年』（第1回辻静雄食文化賞[2]，2010年）
- 『農家日記』
- 『農文協ブックレット』シリーズ

### 映像作品
- DVDサトちゃんのイナ作作業名人になる！（全3巻、2011年）
- DVDはじめよう堆肥稲作（全1巻、2010年）
- DVD赤木さんの菜の花緑肥稲作（全1巻、2011年）
- DVD農機で得するメンテ術（全2巻、2012年）
- DVD直売所名人が教える　野菜づくりのコツと裏ワザ（全2巻、2012年）
- DVD直売所名人が教える　畑の作業コツと裏ワザ（全3巻、2014年）
- DVDイネの基本技術と生育診断（全4巻、2011年）
- DVD土つくり・肥料の基礎と基本技術（全4巻、2012年）
- DVD病害虫防除の基本技術と実際（全4巻、2013年）
- DVD雑草管理の基本技術と実際（全4巻、2015年）
- DVD暮らしを守る獣害対策シリーズ（全3巻、2009年）
- DVD獣害を止める基本シリーズ（全４巻・刊行中2018年～）

ほか

## 教科書
| - 農業科学基礎 - 農業情報処理 - 生物活用 - 農業会計 - 野菜 - 作物 - 畜産 - 環境科学基礎 - 栽培環境 | - 農業と環境 - 草花 - 農業機械 - 農業経営 - 果樹 - 植物バイオテクノロジー - 植物バイオテクノロジー - グリーンライフ |

## 公益事業
- 地域に根ざした食農教育ネットワーク（事務局，2005年設立）
- にっぽん食育推進事業「教育ファーム推進事業」（農林水産省補助事業，2008年，2009年）

## 関連する人物
- 有馬頼寧 - 初代会長
- 今村奈良臣 - 元会長
- 石井英之助 - 元会長
- 石塚左玄
- 内山節
- 魚柄仁之助
- 宇根豊
- 奥薗壽子
- 奥村彪生
- 小田切徳美 - 理事
- 甲斐良治
- 梶原茂嘉 - 元会長
- 近藤康男 - 元会長
- 坂本廣子
- 寺尾五郎
- 鳥越皓之 - 元理事
- 浪江虔 - 元常務理事
- 浜口義曠 - 元会長
- 古島敏雄
- 前田俊彦
- 村上龍太郎 - 元会長
- 山崎延吉 - 元会長
- 結城登美雄

## 部活動

### 野球部
・出版健保第70回野球大会　Fクラス　第3位
・出版健保第71回野球大会　Eクラス　第3位